# جاست سم
سمانتا دیاز ((به انگلیسی: Samantha Diaz); زادهٔ ۲۳ نوامبر ۱۹۹۸)، که با نام هنری جاست سم (به انگلیسی: Just Sam) به معنای فقط سَم شناخته می‌شود، خواننده-ترانه‌پرداز اهل هارلم، نیویورک است که پس از پیروزی در هجدهمین فصل از مسابقه واقع‌نمای خوانندگی امریکن آیدل به شهرت رسید.

## آغاز زندگی
جاست سم در هارلم، نیویورک به دنیا آمد و بزرگ شد. هنگامی که شش ساله بود، مادر بزرگش، الیزابت، پس از به زندان رفتن مادر بچه‌ها، سرپرستی دیاز و خواهرش، آنابل را پذیرفت. او موضوع مستندی کوتاه در سال ۲۰۱۸ به نام سام، زیرزمینی بود که جو پنی و لادن عثمان فیلمبرداری و تولید کرده بودند. او در رابطه با این مستند توضیح می‌دهد که در دبیرستان به علت نوع لباس پوشیدنش مورد اذیت قرار می‌گرفت که الهام‌بخش نام مستعارش «جاست سم» شد.
جاست سم قبل از حضور در امریکن آیدل برای امریکاز گات تلنت و نسخهٔ آمریکایی مسابقهٔ آوا هم تست داده بود، اما هیچ‌کدام به نتیجه نرسیدند.

## امریکن آیدل
جاست سم در هجدهمین فصل از نمایش واقع‌نمای خوانندگی امریکن آیدل در واشینگتن، دی.سی. در ۱۴ اکتبر سال ۲۰۱۹ تست داد. جاست سم پس از قبولی در هفتهٔ هالیوود به اجراهای زنده رسید و پس از قرار گرفتن در جمع ۵ نفر برتر، بیشترین آرا را به دست آورد و در ۱۷ مهٔ ۲۰۲۰، جاست سم برندهٔ این فصل و آرتور گان، خواننده و گیتاریست آمریکایی - نپالی دوم شد.
| هفته                     | موضوع                       | آهنگ‌ها                              | هنرمند اصلی     |
| ------------------------ | --------------------------- | ----------------------------------- | --------------- |
| آزمون                    | انتخاب آزمون‌دهنده           | " برخیز "                           | آندرا دی        |
| هفتهٔ هالیوود، دور اول    | انتخاب شرکت‌کننده            | «قلب‌ها دروغ نخواهند گفت»            | آرلیسا          |
| هفتهٔ هالیوود، دور ۲      | دونفره                      | «مرسی» (با شنیل ماسینت)             | شان مندز        |
| هفتهٔ هالیوود، دور ۳      | انتخاب شرکت‌کننده            | «من اینجا هستم»                     | سینتیا اریوو    |
| ۴۰ نفر برتر              | دور نمایش در کاپولی، هاوایی | «کومو لا فلور»                      | سلنا            |
| ۲۰ نفر برتر              | انتخاب شرکت‌کننده            | «من اعتقاد دارم»                    | فانتازیا بارینو |
| ۱۱ نفر برتر              | خانه                        | «دست مادر بزرگ»                     | بیل ویثرز       |
| ۷ نفر برتر               | شب دیزنی                    | «یک رؤیا آرزویی است که قلبت می‌سازد» | از سیندرلا      |
| ۷ نفر برتر               | روز مادر                    | «من به تو رو میارم»                 | آل‌فوروان        |
| ۵ نفر برتر / مرحلهٔ نهایی | انتخاب شرکت‌کننده            | " قوی. تر (چیزی که تو رو نمی‌کشه) "  | کلی کلارکسون    |
| ۵ نفر برتر / مرحلهٔ نهایی | انتخاب شرکت‌کننده            | "برخیز"                             | آندرا دی        |

| همکار(ها)                     | ترانه                             | هنرمند اصلی               |
| ----------------------------- | --------------------------------- | ------------------------- |
| لورن دیگل                     | «تو می‌گویی»                       | لورن دیگل                 |
| سینتیا اریوو و یازده نفر برتر | تلفیقی از ترانه‌های آریتا فرانکلین | آریتا فرانکلین            |
| لایونل ریچی و یازده نفر برتر  | «ما دنیاییم»                      | مایکل جکسون و لایونل ریچی |

## زندگی شخصی
در مصاحبه‌ای در ۱۹ مهٔ ۲۰۲۰ با چاک آرنولد از نیویورک پست، جاست سم گفت: «من فرزند خدا هستم، بنابراین همیشه این اول خواهد بود. این در واقع تنها برچسبی است که من همیشه می‌خواهم داشته باشم. اما من آنچه را دوست دارم، دوست دارم، و این فقط همین است، می‌دانید؟ و این مرد نیست. مثل، اصلاً.»